# Kowo
Kowo is een bestuurslaag in het regentschap Bima van de provincie West-Nusa Tenggara, Indonesië. Kowo telt 3735 inwoners (volkstelling 2010).